# Pyropyga decipiens
Pyropyga decipiens är en skalbaggsart som först beskrevs av Harris 1836.  Pyropyga decipiens ingår i släktet Pyropyga och familjen lysmaskar. Inga underarter finns listade i Catalogue of Life.